# Vysoké Třebušice

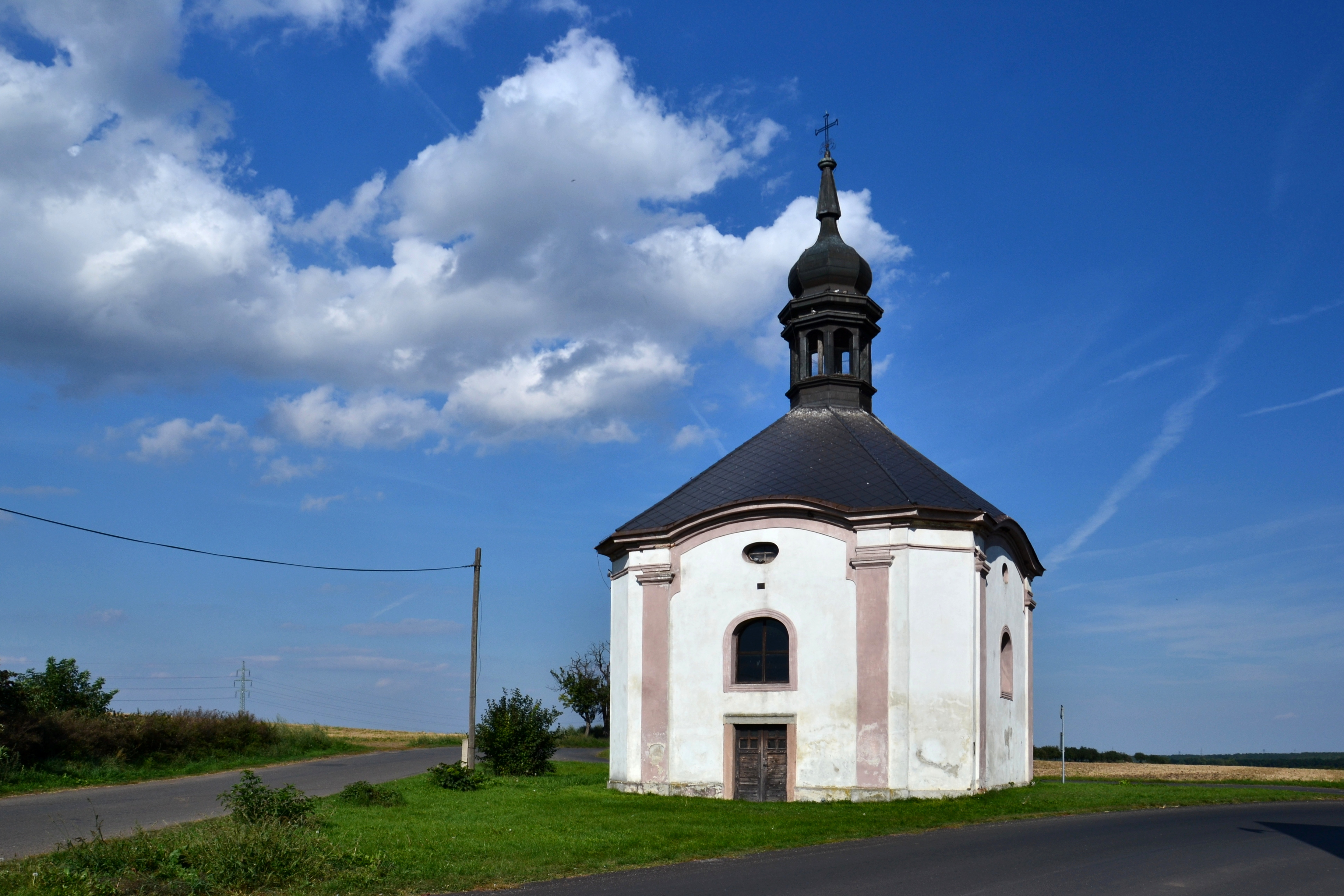
Kapelle der hl. Anna

Vysoké Třebušice (deutsch Hohen Trebetitsch) ist ein Ortsteil der Gemeinde Krásný Dvůr (Schönhof) in Tschechien. Das Dorf liegt drei Kilometer nordwestlich von Podbořany (Podersam) und gehört zum Okres Louny.

## Geographie
Das Angerdorf Vysoké Třebušice befindet sich rechtsseitig über dem Tal der Leska (Leskabach bzw. Schönhofer Bach) am Rande des Saazer Beckens. Durch den Ort führt die Staatsstraße II/224 zwischen Podbořany und Kadaň (Kaaden). Nördlich verläuft die Bahnstrecke Kaštice–Kadaň-Prunéřov; anderthalb Kilometer nordöstlich liegt der Bahnhof Kaštice an der Bahnstrecke Plzeň–Duchcov. Im Osten erheben sich der Rubín (Rubin; 352 m n.m.) und der Homole (Hummelberg; 354 m n.m.), südöstlich der Žebrácký vrch (327 m n.m.) und im Süden der Podbořanský vrch (Podersamer Berg; 328 m n.m.).
Nachbarorte sind Široké Třebčice (Weiten-Trebetitsch), Zlovědice (Lobeditz) und Mory (Mohr) im Norden, Oploty (Oblat) und Neprobylice (Neprowitz) im Nordosten, Kaštice (Kaschitz), Dolánky (Dolanka) und Pšov (Schaab) im Osten, Rumplák (Rumpelmühle), Letov (Letau) und Podbořany im Südosten, Hlubany (Lubau) im Süden, Buškovice (Puschwitz) und Rybnický Mlýn (Teichmühle) im Südwesten, Krásný Dvůr und Chrašťany (Groschau) im Westen sowie Chotěbudice (Kettowitz) und Veliká Ves (Michelsdorf) im Nordwesten.

## Geschichte
Die erste urkundliche Erwähnung von Trzebssicz erfolgte 1388. Weitere Namensformen waren Třzebssicz (1455), Trebusice (1474), Třebosice Vysoké (1477), Trzebssicz (1544) und Vysoké Třebečice (1566). Das Dorf gehörte lange Zeit zum Gut Schönhof. Johann von Kolowrat-Mastowsky auf Schönhof verkaufte Vysoké Třebušice 1561 zusammen mit Dolánky für 3964 Schock Meißner Groschen an Georg Vitzthum von Egerberg auf Zlovědice. 1604 veräußerte Balthasar Vitzthum von Egerberg das Gut Zlovědice zusammen mit Vysoké Třebošice an den Besitzer der Herrschaft Nepomyšl, Heinrich Stampach von Stampach. Nach der Schlacht am Weißen Berg wurden 1622 die Christoph Adam von Stampach gehörigen Güter Nepomyšl, Zlovědice und Holetice konfisziert und im Jahr darauf an Hermann von Questenberg verkauft. Nach dem Dreißigjährigen Krieg wurde die Gegend deutschsprachig. Nach Questenbergs Tod fiel die Herrschaft Pomeisl 1651 seiner Witwe zu. 1661 erbte Questenbergs Tochter die Herrschaft; sie überschrieb sie 1686 testamentarisch ihrem Ehemann Gundacker von Dietrichstein. Dieser bildete 1689 aus seinen umfangreichen Besitzungen den großen Familienfideikommiss des Hauses Dietrichstein, den er im Jahr darauf der 1690 der jüngeren „Nikolsburger Linie“ vererbte. Die Kapelle der hl. Anna wurde 1720 durch die Gemeinde errichtet. 1787 bestand Hohen Trebetitsch aus 15 Häusern. Nach dem Tode von Johann Karl von Dietrichstein-Proskau-Leslie erbte 1808 dessen ältester Sohn Franz Joseph von Dietrichstein-Proskau-Leslie den Fideikommiss. Zu Beginn des 19. Jahrhunderts wurde die herrschaftliche Fischwirtschaft in den Teichen bei Hohen Trebetitsch eingestellt; einige wurden in Wiesenland umgewandelt, die übrigen nur noch als Wasserreservoire genutzt.
Im Jahre 1846 bestand das im Saazer Kreis gelegene Dorf Hohen Trebetitsch aus 16 Häusern mit 85 Einwohnern. Im Ort gab es eine öffentliche Kapelle der hl. Anna und ein Wirtshaus, abseits – am Schönhofer Bach – lag eine Mühle. Pfarrort war Michelsdorf. Bis zur Mitte des 19. Jahrhunderts blieb Hohen Trebetitsch der Fideikommissherrschaft Pomeisl untertänig.
Nach der Aufhebung der Patrimonialherrschaften bildete Hohen Trebetitsch/Vysoké Třebušice ab 1850 eine Gemeinde im Gerichtsbezirk Podersam. Da Joseph Franz von Dietrichstein-Proskau-Leslie keine männlichen Erben hatte, erfolgte per Familienvertrag die Teilung des großen Fideikommisses zwischen seinen Töchtern. Die böhmischen Güter Budin, Libochowitz und Pomeisl fielen 1858 Therese von Dietrichstein zu, die 1849 Friedrich von Herberstein und Proskau geheiratet hatte. Hohen Trebetitsch lag im Bereich des Michelsdorfer Braunkohlenlagers, seit der Mitte des 19. Jahrhunderts erfolgte zwischen dem Leskabach und Lobeditz in der Zeche hl. Antonius der Abbau der Kohle. Später kamen mit den Zechen Louise und Theresie noch zwei kleinere Gruben hinzu.
1868 wurde die Gemeinde Hohen Trebetitsch dem Bezirk Podersam zugeordnet. 1869 bestand das Dorf aus 17 Häusern und hatte 235 Einwohner. 1873 wurde die Bahnstrecke Pilsen-Dux eröffnet; östlich von Hohen Trebetitsch entstand an der Bezirksstraße von Schönhof nach Schaab die Bahnstation Kaschitz-Schönhof. Die Herrschaft Podersam ließ 1874 in der Gegend eine Zuckerfabrik errichten. Die 1881 fertiggestellte Lokalbahn Kaschitz-Schönhof verlief nördlich des Dorfes, bei der Zuckerfabrik und den Braunkohlengruben wurde der Haltepunkt Hohen Trebetitsch angelegt. 1890 war die Einwohnerschaft auf 376 angewachsen. Die Gemeinde war der Filialkirche Lobeditz zugeordnet, der Schulunterricht erfolgte ebenfalls in Lobeditz. Die Zuckerfabrik wurde 1895 stillgelegt und gelangte 1900 zusammen mit den Gut Podersam an die Firma Hielle & Dittrich. Im Jahre 1900 hatte Hohentrebetitsch 264 Einwohner, 1910 waren es 284. Abseits vom Dorf – auf der anderen Seite des Leskabaches – standen die vier Wohngebäude der ehemaligen Zuckerfabrik, das Direktorenwohnhaus der Firma Hielle & Dittrich und eine Mühle.
Nach dem Ersten Weltkrieg zerfiel der Vielvölkerstaat Österreich-Ungarn, das Dorf wurde 1918 Teil der neu gebildeten Tschechoslowakischen Republik. Beim Zensus von 1921 lebten in den 34 Häusern des Dorfes 307 Personen, davon 234 Deutsche und 71 Tschechen. Haupterwerbsquellen waren der Ackerbau, insbesondere von Zuckerrüben, sowie der Obstbau und die Viehzucht. 1930 lebten in den 39 Häusern von Hohen Trebetitsch 257 Personen, davon 133 Tschechen und 123 Deutsche. Nach dem Münchner Abkommen wurde Hohen Trebetitsch im Oktober 1938 dem Deutschen Reich zugeschlagen und gehörte bis 1945 zum Landkreis Podersam. 1939 hatte die Gemeinde nur noch 170 Einwohner. Nach dem Ende des Zweiten Weltkrieges kam Vysoké Třebušice zur wiedererrichteten Tschechoslowakei zurück. Nach der Aussiedlung der meisten deutschen Bewohner wurde das Dorf mit Tschechen wiederbesiedelt. 1948 erfolgte die Eingemeindung von Zlovědice. 1950 lebten in den 35 Häusern von Vysoké Třebušice 106 Personen. Bei der Gebietsreform von 1960 erfolgte die Aufhebung des Okres Podbořany; Vysoké Třebušice wurde nach Krásný Dvůr eingemeindet und dem Okres Louny zugeordnet. Seit den 1970er Jahren ist ein starker Bevölkerungsrückgang zu verzeichnen. 1991 bestand Vysoké Třebušice aus 15 Häusern und hatte 43 Einwohner. Beim Zensus von 2011 lebten in den 17 Häusern des Dorfes 35 Personen.

## Ortsgliederung
Vysoké Třebušice ist Teil des Katastralbezirkes Krásný Dvůr.

## Sehenswürdigkeiten
- Kapelle der hl. Anna, der barocke Zentralbau mit quadratischem Grundriss wurde 1720 auf Kosten der Gemeinde am östlichen Ortsrand errichtet.[7]

## Sport
Am nordwestlichen Ortsrand besteht eine Motocrossstrecke.